# Cymbidium chloranthum
Cymbidium chloranthum (tên tiếng Anh là Green-flowered Cymbidium) là một loài phong lan có nguồn gốc từ Đông Nam Á.

## Mô tả
Đây là một loài phong lan có kích thước trung bình, mọc ở nơi có thời tiết ấm áp, là một phụ sinh với thân giả hình trứng, hơi nén có 5-6 lá thẳng đứng, giống như băng, hoa trong một cụm hoa mạnh mẽ, thẳng đứng, cao 37,5 cm với 15-30 hoa nở vào mùa hè.

## Phân bố và môi trường sống
Loài này được tìm thấy ở Malaysia, Sumatra, Borneo và Java dọc theo các sông và trong rừng đồi độ cao khoảng 250-900 mét.